# Шаргородська міська територіальна громада
Шаргородська міська громада — територіальна громада в Україні, у Жмеринському районі Вінницької області. Адміністративний центр — місто Шаргород.
Площа громади — 481,24 км², населення — 24 583 мешканці (2020).

## Населені пункти
У складі громади 1 місто (Шаргород), 4 селища (Лісничівка, Лукашівка, Мишівське та Оліхи) і 27 сіл:
- Андріївка
- Борівське
- Будне
- Гибалівка
- Грелівка
- Дерев'янки
- Дубинки
- Івашківці
- Калинівка
- Козлівка
- Конатківці
- Копистирин
- Кропивня
- Лозова
- Мальовниче
- Носиківка
- Пасинки
- Перепільчинці
- Писарівка
- Плебанівка
- Політанки
- Поляна
- Роля
- Руданське
- Слобода-Шаргородська
- Сурогатка
- Теклівка